# Albert Wendt
Albert Wendt (Apia, 27 de octubre de 1939) es un escritor y poeta samoano.

## Carrera
Se educó en la Universidad de Victoria (en Wellington, Nueva Zelanda) donde se graduó en Historia. Ejerció la carrera docente, en 1965 como rector del Samoan College, ubicado en Samoa, y en 1974 se mudó a Fiyi, donde  fue administrador de la Universidad de South Pacific. También se desempeñó como catedrático en "Literatura Neozelandesa" de la Universidad de Auckland, en Nueva Zelanda.
En 1990, el cuento Flying Fox in a Freedom Tree: And Other Stories (del libro homónimo) es llevado al cine.
Dirigió numerosas revistas literarias, y antologías de obras del Pacífico Sur, como Nuanua en 1995.

## Obra
- 1972 Comes the revolution
- 1972 The contract
- 1973 Sons for the Return Home (novela).
- 1976 Flying Fox in a Freedom Tree: And Other Stories (cuentos).
- 1976 Inside us the Dead. Poems 1961 to 197 (poesía).
- 1977 Pouliuli (novela).
- 1979 Leaves of the Banyan Tree (novela).
- 1980 Lali: A Pacific Anthology
- 1984 Shaman of Visions (poesía).
- 1986 The Birth and Death of the Miracle Man (cuentos).
- 1991 Ola (novela).
- 1992 Black Rainbow (novela).
- 1995 Nuanua: Pacific Writing in English since 1980 (antología de textos del Pacífico).
- 1995 Photographs.
- 1999 The Best of Albert Wendt's Short Stories (cuentos).
- 2002 The Book of the Black Star
- 2002 Whetu Moana: A Collection of Pacific Poems (poesía).
- 2003 The Mango's Kiss: a Novel (novela).
- 2004 The Songmaker’s Chair. ISBN 1-86969-031-1
- 2009 The Adventures of Vela. ISBN 1-86969-363-9

### Obra en filmes
- Sons for the Return Home - 1979[3]
- Flying Fox in a Freedom Tree - 1989[4]

## Premios
Le fue otorgada la Orden del Mérito de Nueva Zelanda en el 2001, por sus contribuciones a la literatura.
- 2003 New Zealand's Senior Pacific Islands Artist's Award.
- 2004 Japan's Nikkei Asia Prize for Culture.[1]
- 2012 Prime Minister's Awards for Literary Achievement[5]